# Khwaja Shamsuddin
Khwaja Shamsuddin (n. Uttar Pradesh, India, 1927). Educado en una escuela local, tras la partición de India y Pakistán se trasladó con su familia a Pakistán, donde se convirtió al islamismo en la orden sufi suhurwardia.
En 1962 regresó a India, donde fue elegido primer ministro de Jammu y Cachemira, siendo el único dirigente musulmán que asume el mayor cargo de esta región, que se encuentra desde 1947 en litigio entre India y Pakistán, entre la nación hindú y la islámica. Su administración duró hasta 1964, cuando decidió regresar a Pakistán. Tras esto, pasó a ser un guía de la concentración y el bienestar de la salud, dando charlas sobre metafísica, su principal afición, en Londres, Nueva York, Toronto, Bangkok y Moscú. 
| Predecesor: Bakshi Ghulam Mohammad | Primer ministro de Jammu y Cachemira 1963-1964 | Sucesor: Ghulam Mohammed Sadiq |

- Datos: Q6403437